# キタ・マネジメント
一般社団法人キタ・マネジメントは、愛媛県大洲市大洲に本部を置く一般社団法人。

## 概要
大洲市は明治以降は製蝋や製糸業で繁栄し、明治大正期の町家、古民家、蔵などの歴史的建造物がいたるところに存在しているが維持が困難となり老朽空き家となっていた。そういった歴史的資源を活用し、訪日外国人旅行者や国内観光客をターゲットにした観光まちづくりを展開することをミッションとした地域DMOとしてキタ・マネジメントが設立された。大洲市が資本金2,000万円を投じて設立した「官製法人」である。キタ・マネジメントの名称は明治期に木蝋貿易で成功した大洲出身者らの会社「喜多組」にちなんだ。
設立に先立って、大洲市と、バリューマネジメント株式会社、一般社団法人ノオト・株式会社NOTE、伊予銀行の4者が『町家・古民家等の歴史的資源を活用した観光まちづくりにおける連携協定』を締結。市は、市内の古民家がどの業態への活用が適しているかエリア計画を策定。一般社団法人ノオト・株式会社NOTEは、計画策定及び活用ノウハウの提供。キタ・マネジメントは、所有者から古民家を借りるか購入するかしたうえで宿泊施設や店舗に改修してオープン。経営はバリューマネジメントなど民間に委託するというスキームとなっている。

## 主要事業
- 観光まちづくり事業
  - 町家・古民家等の活用改修事業
  - 第3種旅行業
- 指定管理者事業
- 大洲市ふるさと納税業務受託

## 沿革
- 2018年
  - 7月 - 「一般社団法人キタ・マネジメント」設立。
  - 8月 - 一般社団法人キタ・マネジメント発足。
  - 10月 - 株式会社KITAを設立。
  - 12月 - 日本版DMO候補法人登録。
- 2019年
  - 4月 - 指定管理業務受託（大洲まちの駅あさもや・大洲赤煉瓦館・伊予大洲駅観光案内所）を開始。
  - 11月 - 文化財観光施設を活用した歴史体験実証実験を実施。
- 2020年
  - 2月 - 伊予大洲駅観光案内所　JNTO認定外国人観光案内所カテゴリー2取得。
  - 4月 - 指定管理業務受託（大洲城・臥龍山荘）開始。
  - 7月 - NIPPONIA HOTEL 大洲 城下町・大洲城キャッスルステイが開業。
- 2021年
  - 3月 - 令和3年度日本版持続可能な観光ガイドライン（JSTS-D）モデル地区に選定。観光地域づくり法人（地域DMO）登録。
  - 4月 - 指定管理業務受託（旧加藤家住宅・盤泉荘）開始。
  - 9月 - 令和3年度重点支援DMO（総合支援型）に選定。
  - 10月 - 「歴史的建造物を活用した観光まちづくり」で2021年度グッドデザイン賞受賞[5]。
- 2022年
  - 9月 - 国際機構GREEN DESTINATIONS「世界の持続可能な観光地2022年TOP100に選定。
  - 10月 - 第14回観光庁長官表彰受賞[6]。
- 2023年3月 - GREEN DESTINATIONS STORY AWARDS in ITB Berlin「Culture&Tradition」にて第1位[7]。

## 会員
- 大洲市
- 大洲市商工会議所
- 大洲市商工観光協会
- 伊予銀行大洲支店
- 愛媛銀行大洲支店
- 愛媛信用金庫大洲支店

## 関連会社
- 株式会社 KITA（観光不動産開発事業）